# هنشنبروك (كيبك)
هنشنبروك (بالإنجليزية: Hinchinbrooke, Quebec)‏ هي بلدية محلية في كيبيك تقع في كندا في Le Haut-Saint-Laurent Regional County Municipality. يقدر عدد سكانها بـ 2,242 نسمة ومساحتها 150.20 كم2 .

## أعلام
- والتر جورج براون